# エスピーワン
有限会社エスピーワン（英文社名：SP-1 INC.）は、東京都渋谷区に本社を置く日本の芸能プロダクション。株式会社ワンエイトプロモーションの系列会社である。同商号の株式会社SP-1と関連はない。

## 沿革・概要
- 2006年1月 - 映像制作会社の「株式会社エスピーボーン」からタレントマネジメント部門を分社化し、株式会社ワンエイトプロモーションの関連会社として東京都渋谷区恵比寿1-21-8 セラ51ビル7F[1]に設立。
- 2007年1月 - 事務所を東京都新宿区四谷4-6-10 ヴィクトリアセンタービル3Fに移転。
- 2010年12月 - 事務所を東京都渋谷区渋谷1-7-1 渋谷S-6ビル2Fに移転[2] 。

## かつて所属していたタレント
- 相田あずさ
- 安藤悠美
- 大塚里夏
- 助川絵里奈
- drops（江上かおり、川口有紀子、田川まゆみ）[3]
- 福永ちな
- 松本さゆき
- たけC。

## 関連会社
- エスピーボーン
- ワンエイトプロモーション